# Dionísio Castro
Dionísio da Silva Castro (Fermentões, Guimarães, 22 de Novembro de 1963), é um ex-atleta português cuja especialidade é o fundo.
É irmão gémeo do também atleta de fundo Domingos Castro.
Deu os primeiros passos no atletismo ao serviço do Lameirinho. Em 1984 passou para a equipa da Grundig e no ano seguinte ingressou no Sporting Clube de Portugal. Aí começou a ser treinado pelo conceituado técnico Mário Moniz Pereira.
Em 1998 assina pela equipa brasileira Pão de Açúcar onde está até se retirar, em 2000.
Participou em duas edições dos Jogos Olímpicos, em Seul 1988 nos 10000 metros onde não conseguiu o acesso à final, e em Barcelona 1992 na prova da Maratona onde desistiu.
Participou por três vezes nos Campeonatos do Mundo, sempre na prova de 5000 metros, em Roma 1987 obteve o 8º lugar, em Tóquio 1991 ficou novamente na 8ª posição e em Atenas 1997 ficou no 14º lugar.
Participou em dois Campeonatos da Europa, em Estugarda 1986 na prova de 10000 metros onde obteve o 11º lugar, e em Split 1990 na prova de 5000 metros obteve o 4º lugar.
Foi recordista mundial dos 20000 metros com a marca de 57.18,4 obtida em 31 de Março de 1990 em La Fléche que ainda é recorde da Europa. Na mesma prova Castro continuou a correr por mais 943 metros numa tentativa de bater o recorde mundial de Jos Hermens de corrida de uma hora, mas falhou por um metro.
Em conjunto com o seu irmão Domingos Castro é proprietário da Castro Brothers empresa que organiza eventos desportivos e representa atletas.
Em maio de 2018 apresentou-se como candidato à presidência do Sporting.

## Recordes Pessoais
- 1500 metros: 3.39,96 (Maia - 1991)
- 5000 metros: 13.13,59 (Zurique - 1990)
- 10000 metros: 27.42,84 (Tóquio - 1988)
- Maratona: 2.11.54 (Roterdão - 1992)
- 3000 metros com obstáculos: 8.49,5 (Lisboa - 1985)

### Provas não olímpicas
- 20000 metros: 57.18,4 (La Fléche - 1990) (Recorde da Europa)
- 1 Hora: 20 943 metros (La Fléche - 1990)

## Palmarés

### Campeonatos Nacionais
- 1 Campeonato Nacional 5000 metros (1990)
- 1 Campeonato Nacional Corta Mato (1987)

### Jogos Olímpicos
- (1988 - Seoul) 10000 metros (meias finais)
- (1992 - Barcelona) Maratona (desistiu)

### Campeonato Mundial de Atletismo
- (1987 - Roma) 5000 metros (8º lugar)
- (1991 - Tóquio) 5000 metros (8º lugar)
- (1997 - Atenas) 5000 metros (14º lugar)

### Campeonatos da Europa de Atletismo
- (1986 - Estugarda) 10000 metros (11º lugar)
- (1990 - Split) 5000 metros (4º lugar)

### Campeonato da Europa de Corta-Mato
- (1994 - Alnwick) (50º lugar)